# Pont de Normandie
Pont de Normandie là một cây cầu dây văng bắc qua sông Seine, nối Le Havre với Honfleur ở Normandy, phía bắc nước Pháp. Chiều dài tổng cộng của cầu là 2143.21 m – với nhịp chính dài 856 m.

## Xây dựng
Được thiết kế bởi Michel Virlogeux cùng với sự giúp đỡ của Igor Zizic. Những kiến trúc sư gồm François Doyelle và Charles Lavigne. Xây dựng bởi Bouygues, Campenon Bernard, Dumez, Monberg & Thorsen, Quillery, Sogea và Spie Batignolles bắt đầu vào 1988 và hoàn thành sau 7 năm. Cầu được khánh thành ngày 20 tháng 1 năm 1995.
Vào thời điểm đó, đây là cây cầu dây văng dài nhất trên thế giới, và cũng là cầu có khoảng cách giữa hai trụ cầu dài nhất so với các cầu dây văng khác với 250 m dài hơn kỷ lục trước đó. Vào năm 1999, kỷ lục này thuộc về Cầu Tatara ở Nhật Bản. Kỷ lục cho cầu dây văng dài nhất sau đó cũng bị phá vỡ bởi cây cầu dài 2883 m Rio-Antirrio năm 2004. Sau khi hoàn thành, số tiền 465 triệu đô-la kinh phí xây dựng đã được Natixis thanh toán.
Kiểu cầu dây văng được áp dụng thay vì là kiểu cầu treo, bởi vì chi phí thấp hơn và cầu có khả năng chống đỡ cao hơn với gió mạnh.

## Cấu trúc
Nhịp cầu rộng 23.6 m, chia thành bốn làn đường xe chạy và hai làn đường cho người đi bộ. Cột trụ bê-tông có hình dáng chữ Y lật ngược, nặng hơn 20.000 tấn và cao 214.77 m. Hơn 19.000 tấn thép và 184 dây cáp đã được sử dụng.